# Notacanthiformes
Notacanthiformes, red riba iz dubokih mora, žive na dubinama između 125-3500 m. Hrane se kao grabežljivci životinjama s bentosa, mnogoćetinašima (polychaeta) i mješincima (coelenterata) i malenim račićima.
Nekada su rodovi iz ovog reda bili priključivani u red Albuliformes. Pripada joj dvije porodice, Halosauridae sa 16 vrsta, i Notacanthidae s 12 vrsta. Oblikom su nalik na jegulje pa su nazivane i bodljikave jegulje